# José María Moscoso de Altamira
José María Moscoso de Altamira Quiroga, comte de Fontao, né le 25 mai 1788 à Mondoñedo et mort le 1er mars 1854 à Madrid est un homme politique espagnol.

## Biographie
Né José María Moscoso et Quiroga (le « Altamira » est ajouté plus tard à son nom), son père est Don Jose Maria Moscoso et Miranda, VIIe Seigneur de Fontao, et sa mère Doña María del Carmen Quiroga et Quindós, fille du Seigneur de Herves et petite-fille du IIIe Marquis de San Saturnino.
Au commencement de la guerre d'indépendance espagnole en 1808, il est nommé commandant dans la milice de Mondoñedo. Après la guerre, il est élu Regidor de cette ville. Au cours du Triennat libéral, il est nommé président du Parlement le 1er juin 1821, puis ministre de l'Intérieur de la péninsule au gouvernement de Francisco Martínez de la Rosa le 28 février 1822. Il est chassé après un an.
Avec la restauration de la monarchie absolue en 1823, le roi Fernando VII ordonne son exil à Lugo. La mort du roi et la montée en puissance des libéraux modérés, leurs camarades, facilitent son pardon. La reine régente Marie Christine de Bourbon-Siciles le nomme par la suite ministre de l'Équipement général. Il est licencié un an après, il développe d'énormes projets routiers en Galice et Aragon.
Quand le Sénat de l'Espagne est créé en 1837, il est élu le 1er novembre de cette année comme son premier président. Il le sera aussi dans les législatures de 1838, 1839, 1840, 1844 et 1845.
Il est distingué par le titre de comte de Fontao (d'après l'ancienne seigneurie de sa famille) le 8 janvier 1840. Il était aussi chevalier grand-croix de la ordre de Charles III d'Espagne, chevalier grand cordon de la Légion d'honneur de France, membre de la Real Academia de Bellas Artes de San Fernando et chevalier de la Real Maestranza de Ronda.
Benito Pérez Galdós dans son roman Le 7 juillet, qui fait partie de la collection de Episodios Nacionales, mentionne le ministre Moscoso en l'appelant « l'apprenti ».